# Высокофёдоровка
Высокофёдоровка (укр. Високофедорівка) — село в Каменка-Бугской городской общине Львовского района Львовской области Украины. Расположено на реке Желдец.
Население по переписи 2001 года составляло 105 человек. Население по данным 2018 года составляло 75 человек. Занимает площадь 0,715 км². Почтовый индекс — 80424. Телефонный код — 3254.

## История
В 1946 г. Указом ПВС УССР село Теодорсгоф переименовано в Высокофедоровку.